# Агульяро
Агульяро (итал. Agugliaro) — коммуна в Италии, располагается в провинции Виченца области Венето.
Население составляет 1379 человек (2008 г.), плотность населения составляет 99 чел./км². Занимает площадь 14 км². Почтовый индекс — 36020. Телефонный код — 0444.
Покровителем коммуны почитается святой апостол Варфоломей, празднование 24 августа. 

## Демография
Динамика населения:

## Администрация коммуны
- Официальный сайт: http://www.comune.agugliaro.vi.it Архивная копия от 12 февраля 2022 на Wayback Machine